# Igor Spasowchodski
Igor Igoriewicz Spasowchodski (cyr. Игорь Игоревич Спасовходский; ur. 1 sierpnia 1979 w Moskwie) – rosyjski lekkoatleta, trójskoczek.

## Sukcesy
- srebro Młodzieżowych mistrzostw Europy (Amsterdam 2001)
- brązowy medal Mistrzostw Świata w Lekkoatletyce (Edmonton 2001)
- złoto podczas Halowych Mistrzostw Europy (Madryt 2005)
- 9. miejsce na Igrzyskach olimpijskich (Pekin 2008)
- brązowy medal Halowych Mistrzostw Europy (Turyn 2009)
- 9. miejsce na halowych mistrzostwach świata (Doha 2010)

## Rekordy życiowe
- trójskok – 17,44 (6 sierpnia 2001, Edmonton)
- trójskok (hala) – 17,31 (11 marca 2006, Moskwa)

## Rodzina
Jego rodzice byli znanymi lekkoatletami. Matka Zoja Spasowchodska była wieloboistką, medalistką mistrzostw Europy w 1974, a ojciec Igor (ur. 1 maja 1948) dyskobolem.